# Phyllomys medius
Espèce
Statut de conservation UICN

 LC  : Préoccupation mineure
Phyllomys medius est une espèce de rongeurs de la famille des Echimyidae. Ce petit mammifère est un rat épineux arboricole. endémique du Brésil, on ne le rencontre que dans des forêts situées entre São Paulo, Porto Alegre et Rio de Janeiro, mais où on suppose qu'il est encore abondant.
Cette espèce a été décrite pour la première fois en 1909 par le zoologiste britannique Michael Rogers Oldfield Thomas (1858-1929).